# Smithfield (Wirginia)
Smithfield – miasto w Stanach Zjednoczonych, w stanie Wirginia, w hrabstwie Isle of Wight.